# Bostrychus sinensis
Bostrychus sinensis е вид бодлоперка от семейство Eleotridae. Видът не е застрашен от изчезване.

## Разпространение и местообитание
Разпространен е в Австралия (Куинсланд и Северна територия), Вануату, Виетнам, Индия (Андамански острови, Андхра Прадеш, Никобарски острови и Тамил Наду), Индонезия, Камбоджа, Китай (Гуандун, Фудзиен, Хайнан и Шандун), Малайзия (Западна Малайзия, Сабах и Саравак), Микронезия, Палау, Папуа Нова Гвинея, Провинции в КНР, Самоа, Сингапур, Соломонови острови, Тайван, Тайланд, Фиджи, Филипини, Хонконг и Япония (Рюкю).
Среща се на дълбочина от 0,5 до 2 m, при температура на водата от 28,4 до 29 °C и соленост 33,8 – 34,1 ‰.

## Описание
На дължина достигат до 22 cm.
Популацията на вида е стабилна.